# Hudson (rivier)
De Hudson is een rivier in de Verenigde Staten van Amerika. Zij ontspringt in het Adirondackgebergte in het noordelijk deel van de staat New York en loopt via Albany naar de stad New York, waar ze langs Manhattan en Jersey City stroomt en uitmondt in Haven van New York en New Jersey. De rivier is 507 km lang. De Hudson is via het Eriekanaal (Engels: Erie Canal) verbonden met het Eriemeer en de andere Grote Meren.
In de stad Cohoes, enkele kilometers ten noorden van Albany, voegt de rivier de Mohawk zich bij de Hudson.
De Hudson is vernoemd naar Henry Hudson, de Engelsman die in dienst van de Nederlandse VOC zonder succes zocht naar de noordelijke passage naar Oost-Indië. In 1609 zette hij bij vergissing voet op het Noord-Amerikaanse territorium. De Hudson, die door de Nederlanders de Noortrivier werd genoemd (de Delaware River werd de Zuidrivier genoemd), was de belangrijkste transportroute van de kolonie Nieuw-Nederland. De riviernamen Manhattes rieviere, Groote Rivier en de grootte Mouritse reviere werden ook gebruikt.
De rivier werd in 1524 verkend door Giovanni da Verrazzano, naar wie een van de bruggen over de Hudson genoemd is, de Verrazzano-Narrows Bridge. Wegens de schoonheid van de vallei ten noorden van de agglomeratie van New York en Jersey City wordt de rivier de Rijn van Amerika genoemd.

## Trivia
- De as van René Klijn is uitgestrooid in de Hudson.
- Op 15 januari 2009 maakte US Airways-vlucht 1549 een noodlanding in de Hudsonrivier.